# Ропоча
Ропоча (словен. Ropoča, мађ. Rétállás) је насељено место у општини Рогашовци, Помурска регија, Словенија.

## Историја
До територијалне реорганизације у Словенији била је у саставу старе општине Мурска Собота.

## Становништво
У попису становништва из 2011. године, Ропоча је имала 210 становника.
| Број становника према пописима | Број становника према пописима | Број становника према пописима |
| ------------------------------ | ------------------------------ | ------------------------------ |
| 1991                           | 2002                           | 2011                           |
| 261                            | 234                            | 210                            |

## Галерија
- сеоска кућа
- поглед са засеока Претмар
- сеоски детаљ
- тополе